# Newt Gingrich
Newt Gingrich (* 17. června 1943 Harrisburg, Pensylvánie, USA) je americký politik, který byl 58. předsedou Sněmovny reprezentantů Spojených států amerických v letech 1995–1999.
Vystudoval historii na Tulaneově univerzitě. Působil jako pedagog, od roku 1979 zasedá ve sněmovně. V současnosti je politickým konzultantem a píše knihy. Je členem Republikánské strany a ve sněmovně reprezentoval Georgii.
Gingrich je dvakrát rozvedený a byl usvědčen z nevěry, což mu jeho kritici často vyčítají. Kritizován je i za to, že v roce 2008, kdy propukla finanční krize, vzal přes 1,6 milionu dolarů jako honorář za poradenské služby pro hypoteční agenturu Freddie Mac, jejíž představitele viní Americká komise pro cenné papíry a burzy z podvodů.
Gingrich je praktikujícím katolíkem. Prosazuje politiku omezené federální vlády a vyrovnaného rozpočtu.
V květnu 2011 oznámil, že se v roce 2012 bude ucházet o úřad prezidenta Spojených států amerických za Republikánskou stranu. V lednu 2012 slíbil v případě zvolení do konce tohoto desetiletí vybudovat trvalou základnu na Měsíci a také více zaměření na rozvoj vesmírného průmyslu. Ve volbách však neuspěl.